# Gatho Beevans
 (avril 2024).
Gatho Beevans, de son vrai nom Mangubu Bienvenu Vincent, est un chanteur, arrangeur et chorégraphe congolais né à Kisangani en 1960. Il se fait connaitre grâce à son premier album intitulé Le meilleur de sa génération paru en 1992 dans lequel on trouve le titre Coup de foudre et la chanson Azalaki awa sortie en 1991.

## Biographie
Mangubu Bienvenu Vincent nait à Kisangani, en République démocratique du Congo dans les années 60. Il a étudié à l'Institut national des arts de Kinshasa, ce qui lui a permis de devenir un grand artiste. L'artiste commence sa carrière dans les années 90 en sortant son premier album qui le fait passer de l'ombre à la lumière Le meilleur de sa génération. Cet album est paru en 1992 sous trois labels, Sonodisc, Tamaris et Kaluila. Et sous trois formats, cassette, disque vinyle et CD. Le premier titre qui fait son succès  dès la première audition de cet album est « Azalaki awa ». Plus tard, le public découvre d’autres morceaux comme « Coup de foudre ».
En 1995, il publie son deuxième album intitulé « Amour propre », sorti sous le label « Mélodie distribution ». Il a également publié d'autres albums qui n'ont pas connu le même succes : Le Gagnant ou Amour propre. Chantant désormais des chansons religieuses, il a enregistré l’album « Shout the Lord » en  2019.
Il réside actuellement en Atlanta aux États-Unis.

## Discographie
- Révélation de l'Année 1991 (1992)
- Amour Propre (1995)
- Le Gagnant (1997)
- Shout The Lord (2019)